# Фундаментальная последовательность
Фундаментальная последовательность, или сходящаяся в себе последовательность, или последовательность Коши — последовательность точек  метрического пространства такая, что для любого ненулевого заданного расстояния существует элемент последовательности, начиная с которого все элементы последовательности находятся друг от друга на расстоянии меньшем, чем заданное.

## Определение
Последовательность точек {\displaystyle \{x_{n}\}_{n=1}^{\infty }} метрического пространства {\displaystyle (X,\rho )} называется фундаментальной, если она удовлетворяет условию Коши:
Для всякого {\displaystyle \varepsilon >0} найдётся такое натуральное {\displaystyle N}, что {\displaystyle \rho (x_{n},x_{m})<\varepsilon \ } для всех {\displaystyle n,m>N}.

## Связанные определения
- Метрическое пространство, в котором каждая фундаментальная последовательность сходится к элементу этого же пространства, называется полным.

## Свойства
- Каждая сходящаяся последовательность является фундаментальной, но не каждая фундаментальная последовательность сходится к элементу из своего пространства.
- Метрическое пространство является полным тогда и только тогда, когда всякая система вложенных замкнутых шаров с неограниченно убывающим радиусом имеет непустое пересечение, состоящее из одной точки.
- Если последовательность фундаментальна и содержит сходящуюся подпоследовательность, то сама последовательность сходится.
- Если последовательность фундаментальна, то она ограничена.